# Lycaena dione
Espèce
Lycaena dione est une espèce d'insectes lépidoptères (papillons) de la famille des Lycaenidae et de la sous-famille des Lycaeninae.

## Dénomination
Lycaena dione a été nommé par Samuel Hubbard Scudder en 1868.
Synonymes : Chrysophanus dione Scudder, 1868 ; Gaeides dione ; Dyar, 1903.

### Noms vernaculaires
Lycaena dione se nomme Gray Copper en anglais.

## Description
Lycaena  dione est un papillon d'une envergure de 24 à 38 mm au dessus des ailes de couleur gris ocré avec aux ailes postérieure une bande marginale orange formée de points noirs cernés d'orange qui se rejoignent, plus large chez la femelle.
Le revers est presque blanc, un peu suffusé de bleu dans la partie basale, orné de nombreux points noirs disposée en ligne, dont une ligne de points noirs dans une bande marginale orange, bien marquée aux postérieures, discrète aux antérieures,,.

### Chenille
La chenille, de couleur verte, est ornée de lignes de couleur orange.

## Biologie

### Période de vol et hivernage
Il vole en une génération entre juin et août.

### Plantes hôtes
Les plantes hôte de sa chenille sont des Rumex, Rumex crispus et Rumex occidentalis,.

## Écologie et distribution
Lycaena  dione est présent dans les grandes plaines du centre de l'Amérique du Nord, au Canada en Alberta et un seul isolat en Colombie-Britannique au lac Elizabeth, aux USA dans le Montana, le Wyoming, le Colorado, le nord du Minnesota et de l'Oklahoma et l'ouest du Nevada, le Dakota du Nord, le Dakota du Sud, le Nebraska, le Kansas, le Minnesota, l'Iowa et l'ouest du Missouri,.

### Biotope
Il réside dans les champs et les prairies.

### Protection
Pas de statut de protection particulier.